# マイケル・ブレッカー
マイケル・ブレッカー（英語: Michael Brecker、本名：マイケル・レオナルド・ブレッカー（英語: Michael Leonard Brecker）、1949年3月29日 - 2007年1月13日）は、アメリカのジャズ・テナーサックス、ウィンドシンセサイザー演奏者、音楽家。

## プロフィール
アメリカ、ペンシルベニア州フィラデルフィア生まれ。
圧倒的なテクニックと多彩な表現力を兼ね備える、人気・実力ともに近年No.1のテナーサックスプレイヤーであった。また、ウィンドシンセサイザー演奏の第一人者でもある。
マイケル曰く『セミプロ級のジャズ・ピアニスト』という弁護士の父親を持つ音楽一家に生まれ、毎晩夕食後には家族でバンドを組んで演奏していたという。当初はクラリネット、ドラムを担当、アルトそしてテナーサックスへと転向し、トランペット奏者である兄ランディ・ブレッカーとともに地元のバンドで腕を磨いていった。一旦はプロを諦めインディアナ大学に入学するが、既に音楽の虜になっていたマイケルは、最終的にプロになる決断をする。一足先にプロ活動を始めていた兄・ランディを追ってニューヨークに進出する。
1970年代からホレス・シルヴァーやジェイムス・テイラーらと共演した。また、後述のブレッカー・ブラザーズやステップス・アヘッドといったバンドにおいて共同リーダーを務めた。その他、ハービー・ハンコック、ジャコ・パストリアス、パット・メセニー、チャーリー・ヘイデン、クラウス・オガーマンら制作のアルバムに、サイドマン若しくはフィーチャード・ソロイストとして数多く参加した。
更に、いわゆるスタジオ・ミュージシャンやツアー・バンド・メンバーとしての活動も幅広く、特にスタジオ・ミュージシャンとしては、そのジャンルを問わない音楽性やテクニックからいわゆるファースト・コール・ミュージシャンとして活躍。ジョン・レノン、ポール・サイモン、アート・ガーファンクル、ジェームス・テイラー、ダイアー・ストレイツ、フランク・ザッパなど、関わった録音は多岐にわたり、その数は千枚を軽く上回るとされる。日本でも渡辺香津美、小曽根真らジャズミュージシャンから野口五郎、SMAP、吉田美和、CHAKA、古内東子、吉田美奈子、大貫妙子など様々なアーティストのアルバムに参加している。
1990年代後半には、マッコイ・タイナー、エルヴィン・ジョーンズが自己アルバムに参加。（数年前まで彼を｢機械的｣等と呼び邪道扱いしてきたジャズ評論家が、この頃から手の平を返してジャズ・ジャイアンツ扱いをしたことに対し、以前からのファンの中にはジャズ評論家の言動に疑問を抱く者も多い。）
2005年6月、血液ガンの一種である骨髄異形成症候群を患っていることを明らかにし、当時予定されていたコンサートツアーの予定を全てキャンセル。造血幹細胞移植のドナーを求め闘病生活に入る。自身のホームページを通じてドナーを募ったが、ドナーを見つけることが難航、その後部分適合による娘からの実験的な骨髄移植の結果が良好であったのか、一時的に容体は回復に向かい、2006年6月にはハービー・ハンコックのステージに飛び入りで参加するなどしていた。同年8月には、生涯最後のレコーディングも行っている。
2007年1月13日、骨髄異形成症候群から進行した白血病のため死去。57歳。遺作となった『聖地への旅』は2007年5月16日に日本先行でリリースされた。
2007年1月15日、彼の葬儀はニューヨーク州ウェストチェスター郡グリーンバーグにあるヘイスティングス・オン・ハドソン村で行われた。
なお、ハービー・ハンコックによると、ブレッカーは死の9カ月前に仏教の教えを実践するようになり、その3か月後には創価学会インターナショナルに入信した。彼の追悼式では、同じく同会に入信しているジャズミュージシャン、ハンコック、ウェイン・ショーター、バスター・ウィリアムスの三人とマイケルの息子サムが一列に並び参列者に背を向けて仏壇の中の本尊に向かって五分間の間「南無妙法蓮華経」と題目を唱えた。

## 来歴
- 1949年3月29日、フィラデルフィアで生まれる。
- 1970年、ニューヨークに進出。
- 1974年、兄ランディ (tp) らとブレッカー・ブラザーズを結成、翌年『ザ・ブレッカー・ブラザーズ』（Arista）でデビュー。
- 1979年、マイク・マイニエリ、ドン・グロルニック、エディ・ゴメス、スティーヴ・ガッドとステップス（後にステップス・アヘッドに改名）を結成。
- 1987年、初の単独リーダー作『マイケル・ブレッカー』（Impulse!）を発表。
- 1992年、ブレッカー・ブラザーズを11年ぶりに再結成、『リターン・オブ・ザ・ブレッカー・ブラザーズ』（GRP）をリリース。
- 2007年1月13日、ニューヨークにおいて死去。57歳没。

## ディスコグラフィ

### リーダー作品
- クラウス・オガーマンと共同名義, 『シティスケイプ』 - Cityscape (Warner Bros.) 1982年
- 『マイケル・ブレッカー』 - Michael Brecker (Impulse!) 1987年
- 『ドント・トライ・ジス・アット・ホーム』 - Don't Try This at Home (Impulse!) 1988年
- 『ナウ・ユー・シー・イット』 - Now You See It...Now You Don't (GRP) 1990年
- 『テイルズ・フロム・ザ・ハドソン』  - Tales from the Hudson (Impulse!) 1996年（第39回グラミー賞（最優秀ジャズ・インストゥメンタル・ソロ）受賞曲 #9."Cabin Fever" 所収）
- 『トゥー・ブロックス・フロム・ジ・エッジ』 - Two Blocks from the Edge (Impulse!) 1998年
- 『タイム・イズ・オブ・ジ・エッセンス』 - Time Is of the Essence (Verve) 1999年
- 『ニアネス・オブ・ユー:ザ・バラード・ブック』 - Nearness of You : The Ballad Book（2000年12月録音）(Verve) 2001年（第44回グラミー賞（最優秀ジャズ・インストゥメンタル・ソロ）受賞曲 #1."チャンズ・ソング（Chan's Song）"所収）
- ハービー・ハンコック、ロイ・ハーグローヴと共同名義, 『ディレクションズ・イン・ミュージック〜マイルス&コルトレーン・トリビュート』 - Directions in Music: Live at Massey Hall（2001年10月録音）(Verve) 2002年（第45回グラミー賞（最優秀ジャズ・インストゥメンタル・アルバム（個人もしくはグループ）））
- 『ワイド・アングルズ』 - Wide Angles（2003年1月録音）(Verve) 2003年（第46回グラミー賞（最優秀ラージ・ジャズ・アンサンブル・アルバム、最優秀インストゥルメンタル編曲））
- ランディ・ブレッカーらと共同名義, 『サム・スカンク・ファンク』 - Some Skunk Funk (Telarc) 2005年（第49回グラミー賞（最優秀ラージ・ジャズ・アンサンブル・アルバム、最優秀ジャズ・インストゥメンタル・ソロ受賞曲 #1."Some Skunk Funk" 所収））
- 『聖地への旅』 - Pilgrimage（2006年8月録音）(Heads Up) 2007年（第50回グラミー賞（最優秀ジャズ・インストゥメンタル・アルバム（個人もしくはグループ）、最優秀ジャズ・インストゥメンタル・ソロ受賞曲 #3."Anagram"所収））

### サイドマン作品
- 1969年 ランディ・ブレッカー, 『スコア』 - Score (Solid State)
- 1975年 マンハッタン・トランスファー, 『マンハッタン・トランスファー・デビュー!』 - The Manhattan Transfer (Atlantic)
- 1976年 グラント・グリーン, 『ザ・メイン・アトラクション』 - The Main Attraction (Kudu)
- 1976年 深町純, 『スパイラル・ステップス』 - Spiral Steps (Kitty)
- 1977年 深町純, 『トライアングル・セッション』 - Triangle Session (Kitty)
- 1978年 深町純,『オン・ザ・ムーヴ』 - On The Move (ALFA)
- 1978年 深町純,『深町純＆ The New York All Stars Live』 - Jun Fukamachi & The New York All Stars Live  (ALFA)
- 1980年 渡辺香津美, 『トチカ』 - To Chi Ka（Nippon Columbia/Better Days）
- 1981年 チック・コリア,『スリー・クァルテッツ』 - Three Quartets（Stretch）
- 1981年 ハービー・ハンコック,『マジック・ウィンドウズ』 - Magic Windows（Columbia)（"Tonight's the Night", "Help Yourself"）
- 1982年 吉田美奈子, 『LIGHT'N UP』(ALFA)
- 1983年 ラリー・カールトン, 『フレンズ』 - Friends (Warber Bros.)（"Tequila", "L.A., N.Y.", "Friends"）
- 1983年 ビリー・ジョエル, 『イノセント・マン』 - An Innocent Man (Columbia)（"Careless Talk", "Tell Her About It", "Keeping The Faith"）
- 1983年 フランコ・アンブロゼッティ, Wings (Enja)
- 1983年 渡辺香津美,『MOBO』（1983年、Domo/Gramavision）
- 1984年 フランク・シナトラ, L.A. Is My Lady（1984年4月、5月録音）(Qwest/Warner Bros.)
- 1984年 ジョン・アバークロンビー, Night（1984年4月録音）(ECM)
- 1985年 ダイアー・ストレイツ, 『ブラザーズ・イン・アームス』 - Brothers in Arms (Vertigo)
- 1985年 フランコ・アンブロゼッティ, Tentets（1985年3月録音）(Enja)
- 1985年 Torsten de Winkel, Mastertouch (EMI)
- 1985年 渡辺香津美,『MOBO SPLASH』（1985年、Polydor）
- 1985年 大貫妙子,『copine』（1985年、MIDI INC.）
- 1986年 エディ・ゴメス, 『メズゴ』 - Mezgo (Epic)
- 1986年 ビリー・ジョエル, 『ザ・ブリッジ』 - The Bridge (Columbia)（"Big Man on Mulberry Street"）
- 1986年 グローヴァー・ワシントン・ジュニア, A House Full of Love  (Columbia)
- 1986年 ギル・エヴァンス, Gil Evans and His Orchestra（1983年1月録音・録画）(V.I.E.W. Video)（VHS映像作品。DVD-Video 2007年。）
- 1987年 ダン・フォーゲルバーグ, 『エグザイルズ』 - Exiles (Full Moon/Epic)
- 1987年 マイケル・フランクス, The Camera Never Lies (Warner Bros.)
- 1988年 ゲイリー・バートン, 『タイム・ライク・ジーズ』 - Times Like These（1988年録音）(GRP)
- 1988年 ジョン・アバークロンビー, Getting There（1987年4月録音）(ECM)
- 1991年 ルイ・ベルソン（英語版）, Louis Bellson and His Big Band (V.I.E.W. Video)（DVD-Video 映像作品）
- 1993年 ジョン・パティトゥッチ, 『アナザー・ワールド』 - Another World (GRP)
- 1994年 スティーヴ・カーン, 『クロッシングス』 - Crossings（1993年12月録音）(PolyGram)
- 1994年 SMAP, 『SMAP 006〜SEXY SIX〜』(Victor)（#2."働く人々", #11."歯が痛い"）
- 1995年 GRPオールスター・ビッグ・バンド, 『オール・ブルース』 - All Blues（1994年録音）(GRP)
- 1995年 デイヴ・ブルーベック, Young Lions & Old Tigers (Telarc)
- 1995年 マッコイ・タイナー, 『インフィニティ』 - Infinity	(Impulse!)（第38回グラミー賞（最優秀ジャズ・インストゥメンタル賞 - 奏者）受賞曲 #7."Impressions"所収）
- 1995年 古内東子, 『Strength』 (Sony) （#1."朝"）
- 1995年 吉田美和, 『beauty and harmony』 (Epic/Sony)
- 1996年 ハービー・ハンコック, 『ザ・ニュー・スタンダード』 - The New Standard（1995年録音）(Verve)
- 1996年 トニー・ウィリアムス, 『ウィルダーネス』 - Wilderness（1995年12月録音）(Ark 21)
- 1996年 ホレス・シルヴァー, 『ザ・ハードバップ・グランドポップ』 - The Hardbop Grandpop（1996年2月、3月録音）(Impulse!)
- 1996年 アート・ガーファンクル, 『アクロス・アメリカ〜ベリー・ベスト・オブ・アート・ガーファンクル』 - Across America（1996年4月録音）(Hybrid Recordings)
- 1997年 ジェームス・テイラー, 『アワーグラス』 - Hourglass（1996年10月録音）(Columbia)
- 1997年 ホレス・シルヴァー, 『ブルースに処方箋』 - A Prescription for the Blues（1997年5月録音）(Impulse!)
- 1997年 デイヴ・グルーシン, 『ウエスト・サイド・ストーリー』 - West Side Story (N-Coded Music)
- 2004年 エルヴィン・ジョーンズ,  The Truth: Heard Live at the Blue Note（1999年9月録音）(Half Note)
- 2001年 ジャック・ウィルキンズ, Reunion (Chiaroscuro)
- 2001年 ビリー・コブハム, Drum 'n' Voice - All That Groove (Just Groove)（#10."Now That You've Gone"）
- 2002年 チャーリー・ヘイデン, 『アメリカン・ドリームス』 - American Dreams（2002年5月録音）(Verve)
- 2003年 チック・コリア, 『ランデヴー・イン・ニューヨーク』 - Rendezvous in New York (Stretch)
- 2003年 吉田美和, 『beauty and harmony 2』 (DCT Records)
- 2004年 アンディー・ナレル, The Passage (Heads Up)
- 2004年 ジョン・アバークロンビー・カルテット, Live from the Village Vanguard, Vol. 3（1985年頃録音・録画）(Unicorn)（DVD-Video映像作品）
- 2004年 オラシオ・エル・ネグロ・エルナンデス（英語版）, Live at the Modern Drummer Festival (Hudson Music)（DVD-Video映像作品）
- 2004年 安則眞実 『CHAKA JAZZ ~ believin'』
- 2005年 エディ・パルミエリ, Listen Here! (Concord)
- 2010年 デイヴ・エガー, Kingston Morning (Domo)
- 2015年 ウモ・ジャズ・オーケストラ, 『ライブ・イン・ヘルシンキ 1995』 - Live in Helsinki 1995（1995年録音）(Random Act)